# Kochanovce, Humenné
Kochanovce este o comună slovacă, aflată în districtul Humenné din regiunea Prešov. Localitatea se află la altitudinea de 157 m deasupra n.m., se întinde pe o suprafață de 5,02 km2 și în 2017 număra 747 de locuitori. Se învecinează cu comuna Humenné.

## Istoric
Localitatea Kochanovce este atestată documentar din 1543.

## Demografie
| An:                | 1994 | 2004    | 2014   | 2024   |
| ------------------ | ---- | ------- | ------ | ------ |
| Număr de persoane: | 651  | 745     | 792    | 735    |
| Diferență:         |      | +14,43% | +6,30% | −7,19% |

| An:                | 2023 | 2024   |
| ------------------ | ---- | ------ |
| Număr de persoane: | 731  | 735    |
| Diferență:         |      | +0,54% |